# Fjodorow DF-1
Die Fjodorow (auch: Federow) DF-1 (russisch Фёдоров ДФ-1) war ein sowjetisches Aufklärungsflugzeug zu Beginn der 1920er Jahre. Von dem Typ existierte nur ein Exemplar.

## Entwicklung
Dmitri Fjodorow begann mit den Entwurfsarbeiten im Winter 1920. Die DF-1 sollte als Fernaufklärer nutzbar sein und eine Reichweite von 4000 km (!) erreichen. Optisches Merkmal waren die nach hinten gepfeilten Außenflügel des Doppeldeckers sowie die Aufhängung des Rumpfes zwischen den Tragflächen. Als Antrieb diente ein Maybach-Motor mit 280 PS, der aus einem abgeschossenen deutschen Luftschiff stammte.  
Der Bau der DF-1 wurde im Werk Nr. 15 unter widrigsten wirtschaftlichen Umständen durchgeführt und war beinahe vollendet, als Dmitri Fjodorow im Februar 1922 nach schwerer Krankheit starb. Die Arbeiten wurden jedoch fortgesetzt und von Mai bis Juni 1922 führte Pilot Rjabow zusammen mit Ingenieur Uspaski als Beobachter die Flugerprobung durch. Die Leistungen der DF-1 waren zufriedenstellend, jedoch wurde das Flugzeug noch vor Abschluss der Tests durch eine Bruchlandung zerstört. Die Arbeit an dem Typ wurde daraufhin eingestellt, zumal Werk Nr. 15 geschlossen wurde.

## Technische Daten
| Kenngröße                | Daten                        |
| ------------------------ | ---------------------------- |
| Länge                    | 9,7 m                        |
| Spannweite               | 15,0 m                       |
| Flügelfläche             | 91 m²                        |
| Leermasse                | 2650 kg                      |
| Startmasse               | 3350 kg                      |
| Antrieb                  | ein Maybach, 280 PS (206 kW) |
| Höchstgeschwindigkeit    | 170 km/h in Bodennähe        |
| Reichweite (theoretisch) | 4000 km                      |